# (4131) Stasik
(4131) Stasik ist ein Hauptgürtelasteroid, der am 23. Februar 1988 von Andrew J. Noymer vom Siding-Spring-Observatorium aus entdeckt wurde.
Der Asteroid wurde nach John S. Stasik, einem Wissenschaftslehrer an der Weston Middle School in Weston (Massachusetts), benannt.